# Kosík
Kosík (Orthonyx) je rod zpěvných ptáků, jediný rod čeledi kosíkovití (Orthonychidae), která je jedinou čeledí infrařádu Orthonychida. Žijí ve třech druzích v Austrálii a na Nové Guineji. Kosíci z jihovýchodní Austrálie a Nové Guineje jsou podobní, s mramorovanou spodinou, proužkovanými křídly a šedým břichem, kosík pospolitý je větší, tmavší, se spodinou bez kresby a barevným kroužkem kolem oka. Zvláštním rysem kosíků jsou silné ostny ocasních per, které přečnívají konce praporů a vybíhají do ostnitých špiček. Kosíci sbírají potravu na zemi neobvyklým způsobem; nejprve hrabou jednou nohou do strany v úhlu 90°, přičemž se opírají o druhou nohu, značně ohnutou v kotníku. Po odhrabání svrchní vrstvy půdy pokračují v hrabání oběma nohama, přičemž jako hlavní oporu používají právě zesílená ocasní pera.

## Rozšíření
Zástupci rodu vykazují zajímavé rozšíření – mezi dvěma podobnými, ale geograficky oddělenými populacemi (kosík ostroocasý, O. temminckii – střední až východní Austrálie, kosík novoguinejský, O. novaeguineae – vyšší polohy Nové Guineje), žije třetí (kosík pospolitý, O. spaldingii – severovýchodní Queensland), od těchto dvou odlišná. Podobné rozšíření je známé u několika dalších skupin ptáků, žijících v horských lesích. Příčiny tohoto jevu u kosíků jsou komplexní, zahrnují jak konvergenci, tak přetrvávání primitivních rysů u izolovaných populací. Dnešní roztříštěný areál kosíků je výsledkem jejich izolace a následného divergentního vývoje, způsobeného redukcí australských a novoguinejských deštných pralesů od období středního miocénu (viz fosilní nálezy).

## Fylogeneze a taxonomie
Kosíci jsou jednou ze skupin, která se oddělila od hlavní vývojové linie pěvců před jejím rozdělením na Corvida a Passerida, proto jsou řazeni k tzv. parakorvidům. Společně s timáliovcovitými (Potamostomidae) jsou poslední takovou čeledí; timáliovci jsou možná jejich sesterskou skupinou; pokud by se to prokázalo, byla by čeleď přesunuta do řádu Potamostomida.
Kosík novoguinejský (Orthonyx novaeguineae) byl dříve považován za pouhý poddruh kosíka ostroocasého (O. temminckii), nové molekulární studie však ukazují, že je třeba považovat jej za samostatný druh. Přestože jsou oba druhy velmi podobné, kosík novoguinejský je sesterským druhem kosíka pospolitého (O. spaldingii).

### Fosilní nálezy
Kosík Orthonyx hypsilophus je znám z nálezu nekompletní pánve (jeskyně Green Waterhole Cave, jihozápadní Jižní Austrálie, pravděpodobně čtvrtohory). Později byl nalezen i běhák; obě kosti byly výrazně větší než u kosíka pospolitého.
Pozůstatky kosíka Orthonyx kaldowinyeri byly popsány v roce 1993 na základě nálezu stehenní kosti v třetihorních sedimentech (střední nebo začátek svrchního miocénu) u Riversleigh v severozápadním Queenslandu. Tento druh byl výrazně menší než recentní druhy.
Třetí, blíže nepopsaný druh je znám z nálezu loketní kosti, běháku a neúplné kosti stehenní a pažní na čtvrtohorní lokalitě Pyramids Cave ve východní Viktorii. Velikostí odpovídá dnešnímu kosíku ostroocasému (O. temminckii).

### Recentní druhy
Kosík ostroocasý (Orthonyx temminckii) žije v deštných pralesích a sklerofytních lesích jihovýchodní Austrálie v Novém Jižním Walesu a Queenslandu.
Kosík pospolitý (O. spaldingii) žije v pouze oblasti Atherton Tableland, v nadmořských výškách od 450 do 1500 m, příležitostně v nejvlhčích částech až do nížin.
Kosík novoguinejský (O. novaeguineae) žije roztroušeně ve vyšších polohách Nové Guineje v nadmořských výškách mezi 1980 a 2840 m (pravděpodobně až po 3450 m, vzácně sestupuje po 1240 m).